# Болотница болотная
Болотница болотная (лат. Eleocharis palustris) — вид травянистых растений рода Болотница (Eleocharis) семейства Осоковые (Cyperaceae).

## Описание

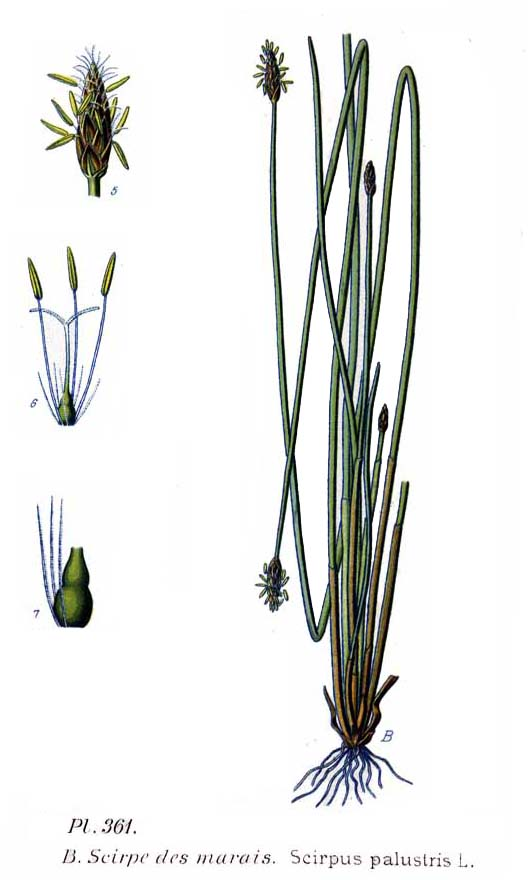

Стебли многочисленные, прямые, цилиндрические, мелко-бороздчатые, 12—60 см высотой и 0,5—2 мм толщиной, одетые при основании двумя длинными влагалищами, из которых нижнее красновато-коричневое. Корневище стелющееся, шнуровидное, 1—1,5 мм толщиной.
Цветочный колосок удлиненно-овальный или цилиндрически-конической, кверху суженный, 8—15 мм длиной и 1,5—3 мм шириной. Прицветные чешуйки чёрно-бурые, с зелёной срединной полоской и беловато-плёнчатыми краями, яйцевидно-ланцетовидные, заострённые, 3—4 мм длиной и 1,5—2 мм шириной. Самые нижние из них, в числе 1—2, редко 3, не содержат в пазухах цветков. Околоцветных щетинок 4—6. Рылец 2; орешки желтые или буровато-желтые, обратно-яйцевидные, несколько сжатые, гладкие, без ребер, вместе с придатками 2—2,5 мм длиной и около 1¼ мм. шириной. Придаток крупный, в 2—5 раз короче орешка.